# Цветная фотография
Цветная фотография — разновидность фотографии, способная воспроизводить яркостные и цветовые различия снимаемых объектов в цветах, близких к натуральным. В современной цветной фотографии фотоматрица или фотоматериал записывают информацию о цвете непосредственно в момент экспозиции путём разделения изображения на три частичных, соответствующих распределению яркости трёх основных цветов. Такая технология соответствует способу восприятия цвета сетчаткой человеческого глаза. 
Записанная информация используется при воспроизведении изображения путём аддитивного синтеза цвета смешиванием в соответствующих пропорциях красного, синего и зелёного основных цветов на мониторах и видеопроекторах или способом субтрактивного синтеза вычитанием из белого жёлтым, пурпурным и голубым красителями при печати на бумаге или аналогичных материалах. Колоризованные снимки не относятся к цветной фотографии, и рассматриваются как раскрашенный вариант чёрно-белой.

## Историческая справка
Первые попытки получения цветного изображения связаны с прямой фиксацией спектрального состава света и предпринимались Ньепсом задолго до изобретения фотографии. Идея была основана на обнаруженном ещё в начале XIX века изменении окраски солей серебра под действием цветного излучения. Первым результатом в этом направлении исследований стала «гелиохромия», которую пытался запатентовать в 1853 году американец Ливай Хилл (англ. Levi L. Hill). Однако, подробности технологии изобретателем не раскрывались, а большинство современников считало его мошенником, выдающим раскрашенные дагеротипы за цветную фотографию. Известны работы, проводившиеся в этом же направлении Александром Беккерелем (фр. Alexandre-Edmond Becquerel), в 1849 году получившим на хлорированной серебряной пластинке цветное изображение спектра. При слабом освещении полученный снимок мог сохраняться, но под прямым светом быстро выцветал. Ни Хилл, ни Беккерель не могли объяснить природу получаемого цвета, и лишь в 1868 году Вильгельм Ценкер предположил влияние стоячих волн на спектральный состав отражённого от поверхности пластинки света. 
Это направление исследований было доведено до логического завершения французским физиком Габриэлем Липпманом (фр. Jonas Ferdinand Gabriel Lippmann), получившим в 1908 году Нобелевскую премию за разработку липпмановского процесса. Технология позволяла физически точно воспроизводить цвета снятых объектов за счёт регистрации волновой картины, возникающей при интерференции прямого и отражённого излучений в толстых фотоэмульсиях. Первые результаты были получены физиком уже в 1891 году: спектральный состав цветов на фотографиях Липпмана в точности соответствовал исходному. Из-за технической сложности эта технология не получила распространения в практической фотографии, но позднее была усовершенствована и использована для создания цветных голограмм. В конце XIX века был предложен мелкодисперсный растровый способ непосредственного воспроизведения цвета с записью микроскопических спектров отдельных точек изображения, получаемых при помощи дисперсии, но практического воплощения эта технология также не получила.
До конца XIX века главным препятствием на пути реализации любых способов цветной фотографии оставался узкий диапазон спектральной чувствительности существовавших на тот момент фотоматериалов, способных отображать лишь коротковолновую сине-фиолетовую часть видимого спектра. Первым прорывом в этом направлении стало открытие в 1873 году Германом Фогелем (нем. Hermann Wilhelm Vogel) явления оптической сенсибилизации и создание в 1884 году ортохроматических эмульсий. Однако, полноценная фиксация красно-оранжевого участка цветовой шкалы стала возможна только после 1905 года, когда Бенно Гомолка (нем. Benno Homolka) изобрёл красный сенсибилизатор пинацианол, позволивший создать панхроматические фотоматериалы. Тем не менее, разработка технологий получения цветного изображения во второй половине XIX века не прекращалась. 

### Трёхцветная теория
Основные усилия по разработке цветной фотографии сосредоточились в области трёхцветных технологий, основанных на теории цветоощущения, созданной в 1855 году Джеймсом Максвеллом (англ. James Clerk Maxwell). Она опиралась на теорию Гельмгольца-Юнга о существовании трёх видов светочувствительных колбочек в сетчатке человеческого глаза. Один из них реагирует на длинноволновой диапазон видимого излучения, который мы называем красным цветом, другой возбуждается средним участком спектра, соответствующим зелёному цвету, а третий регистрирует противоположный — синий конец диапазона. Теория Максвелла доказывает, что для воспроизведения ощущения глаза от того или иного спектрального состава излучения достаточно использовать эти три первичных цвета, варьируя их пропорцию. Такой способ цветовоспроизведения, в отличие от физически точного липпмановского, позволяет воспроизводить цвет с физиологической точностью на основе явления метамерии. То есть, при том же цветовом ощущении, которое глаз испытывает от цвета объекта съёмки, спектральный состав воспроизведённого излучения может значительно отличаться от исходного.
Для воспроизведения цвета по методу Максвелла требуется цветоделение при съёмке и обратный синтез при получении готового изображения. Первая фотография «Тартановая лента», основанная на трёхцветной теории, была получена Томасом Саттоном (англ. Thomas Sutton) 17 мая 1861 года. При съёмке банта из разноцветной «шотландки» было получено три цветоделённых изображения, которые были сложены в общий снимок путём одновременной проекции на экран через цветные светофильтры. Во время лекций, сопровождавшихся показом этого снимка, Максвелл констатировал, что для реализации технологии необходимо увеличить светочувствительность фотопластинок к зелёному и красному излучениям. Современные историки строят различные предположения о способе, которым Саттон получил этот снимок, поскольку доступные на тот момент фотоматериалы были совершенно не чувствительны к красному свету, и лишь в малой степени — к зелёному. В 1861 году учёным было известно, что многие красные красители отражают ультрафиолетовое излучение, и скорее всего, Саттоном был использован соответствующий светофильтр. Альтернативная версия исходит из того, что красный позитив был отретушированным вариантом одного из двух других. Через несколько лет французский изобретатель Луи дю Орон (фр. Louis Arthur Ducos du Hauron) смог сенсибилизировать фотопластинки к красному цвету с помощью хлорофилла.
Несмотря на успехи этих исследований, результаты работы Максвелла и дю Орона были быстро забыты фотографами из-за недоступности панхроматических фотоматериалов. О них вспомнили только в 1890-х годах, когда появились практические технологии регистрации всего видимого спектра.

### Цветные фотоаппараты
Для получения трёх цветоделённых изображений съёмка может вестись одновременно тремя фотоаппаратами, на объективы которых надеты цветные светофильтры. Такой способ позволяет снимать как неподвижные, так и подвижные объекты при условии точной синхронизации затворов. Известны конструкции трёхобъективных фотоаппаратов, снимающих три цветоделённых кадра на общей пластинке. Однако, расстояние между оптическими осями объективов неизбежно приводит к параллаксу, заметному при отображении близких предметов. На снимке получаемый дефект выглядит как цветная кайма на их контурах. 
Наиболее простым способом избежать пространственного параллакса является последовательная съёмка одним и тем же фотоаппаратом на три фотопластинки через разные светофильтры. Эта техника получила довольно широкое распространение в конце XIX — начале XX века. Однако, перезарядка и смена светофильтра удлиняли съёмку и могли вызвать недопустимое смещение камеры между соседними экспозициями. 
Поэтому для последовательной съёмки появился специальный тип аппаратуры с удлинённой сдвижной кассетой, в которой перед фотопластинкой размещались светофильтры. Три экспозиции выполнялись при пошаговом вертикальном смещении кассеты, опускающейся по направляющим под действием силы тяжести. В 1897 году Фредерик Айвс (англ. Frederic Eugene Ives) запатентовал фотоаппарат с механическим приводом сдвига кассеты, сопряжённым с затвором. 
Наиболее совершенной конструкцией обладали камеры такого типа с совмещёнными приводами затвора и замка кассеты, разработанные в 1902 году Адольфом Мите (нем. Adolf Miethe) и исключающие сдвиг фотоаппарата. Именно этим типом аппаратуры пользовался ученик Мите Сергей Прокудин-Горский, создавший за время экспедиций по Российской империи первую в мире крупную коллекцию цветных фотографий. Съёмка велась на специальные удлинённые фотопластинки формата 8×24 сантиметров, на которых одновременно размещались три цветоделённых негатива. Несмотря на достоинства, из-за временно́го параллакса последовательная съёмка годилась только для неподвижных сюжетов. 
Другой тип цветных фотоаппаратов, пригодный для беспараллаксной съёмки движущихся объектов, предусматривал одновременную съёмку через общий объектив. Для этого внутри корпуса размещалась цветоделительная система, состоящая из полупрозрачных зеркал и светофильтров, делящих свет на три цветные составляющие, которые направляются на разные фотопластинки. Сложность состояла в необходимости точного соблюдения одинаковой длины всех трёх оптических путей в воздухе и стекле, чтобы обеспечить точное совмещение при последующей печати. Фотоаппараты такого типа, несмотря на громоздкость, использовались в некоторых сферах, например в журнальной полиграфии, вплоть до середины 1950-х годов, обеспечивая недостижимую для ранних многослойных фотоматериалов точность цветоделения и получение раздельных негативов для изготовления печатных форм. Позднее этот способ цветоделения стал общепринятым в профессиональных камерах цветного телевидения.

### Синтез цветного изображения
Несмотря на появление работоспособных технологий, к концу XIX века цветная фотография оставалась уделом энтузиастов, готовых самостоятельно дорабатывать аппаратуру и сенсибилизировать фотопластинки. Кроме сложностей съёмки и цветоделения, фотографы сталкивались с другой, не менее сложной проблемой синтеза цвета фотоснимка из трёх чёрно-белых негативов. Наиболее широкое распространение получил аддитивный способ, разработанный в 1888 году Фредериком Айвсом под названием «Хромоскоп», до этого уже упоминавшийся дю Ороном. Отпечатанные на диапозитивных фотопластинках «хромограммы» состояли из трёх цветоделённых чёрно-белых позитивов, которые вставлялись в специальные рамки и могли просматриваться приспособлением, состоящим из зеркал со светофильтрами, оптически объединяющих изображения подсвеченных слайдов. Наибольшей популярностью пользовались стереоскопические модели «Хромоскопа», позволявшие наблюдать цветную стереопару, состоящую из шести диапозитивов. Существовал и проекционный вариант «Хромоскопа Айвса», усовершенствованной версией которого пользовался Прокудин-Горский.
Другим способом синтеза цвета стала пигментная фотопечать, разработанная дю Ороном в 1868 году. Технология была субтрактивной и её достоинством было получение готового снимка на бумажной подложке. Его рассматривание не требовало специальных приспособлений, состоящих из зеркал и призм. Кроме того, использование пигментов, а не красителей, делает полученные снимки самыми долговечными из когда-либо существовавших. В 1919 году процесс был усовершенствован и получил название «карбро», пользуясь популярностью до середины XX века. В 1930-х годах на смену карбропроцессу пришла более технологичная гидротипная печать.

### Растровые технологии
Неудобства и громоздкость цветной фотографии, предусматривающей раздельные негативы и позитивы, привели к появлению более удобных растровых аддитивных фотопроцессов, пригодных для съёмки обычными фотоаппаратами. Первым из них в 1894 году стала система Джона Джоли (англ. John Joly) с одним негативом и внешним цветоделением растровым линейчатым светофильтром. За два года до этого американец Джеймс Макдоноу (англ. James William McDonough) запатентовал четырёхцветный растр из окрашенных зёрен шеллака, но практического воплощения технология не получила. Съёмка по методу Джоли могла вестись на фотоматериал, заряженный в специальную кассету, в кадровом окне которой установлен стеклянный светофильтр. Вся поверхность светофильтра, обращённая к эмульсии, была покрыта желатиновым слоем с нанесёнными специальным пишущим устройством тонкими окрашенными линиями трёх основных цветов. После съёмки с проявленного негатива печатался диапозитив, который складывался с таким же линейчатым цветным растром, давая цветное изображение. Несмотря на довольно тонкую линеатуру использовавшихся растров (ширина линии составляла от 0,12 до 0,08 мм), структура была различима глазом, а для проекции такие слайды были вообще непригодны. Кроме того, требовалось точное совмещение позитива с растром, не всегда возможное из-за отклонений фотопластинок тех лет от идеально плоской формы.
Первой коммерчески успешной растровой системой цветной фотографии стал «Автохром», запатентованный братьями Люмьер (фр. Auguste Louis Marie Nicholas Lumière, Louis Jean Lumière) в 1903 году. Цветоделение на фотопластинке осуществлялось растром из беспорядочно расположенных в связующем подслое каучука зёрен крахмала, окрашенных в основные цвета. Их размеры не превышали 0,015 мм, делая растр неразличимым. Фотоэмульсия наносилась непосредственно на растровый подслой, расположенный на стеклянной подложке, обращённой в фотоаппарате к объективу. Фотопластинка обрабатывалась по обращаемому процессу, давая позитив на том же стекле, на которое велась съёмка. Такая конструкция фотоматериала исключала проблемы точного совмещения частичных изображений, однако делала невозможным тиражирование цветных снимков. Светочувствительность автохромных фотопластинок была очень низкой, а каждая из них стоила, как пачка чёрно-белых. Готовое цветное изображение из-за невысокого светопропускания растра было тёмным, и его комфортный просмотр был возможен только с помощью специальных диаскопов. Тем не менее, технология стала настоящим прорывом, сделав цветную фотографию массовой после начала выпуска пластинок в 1907 году. Фирма Agfa в 1916 году реализовала свой вариант автохрома Agfa-Farbenplatte, использовав вместо крахмала окрашенные микрокапсулы гуммиарабика.
Распространение фотоплёнок, заменивших громоздкие фотопластинки, заставило совершенствовать автохромный способ. Стохастический растр постепенно уступил место регулярному, нашедшему применение в фотоматериалах, известных как «растровые пластины Джонсона». Наиболее удачным воплощением стали плёнки с лентикулярным растром, выпуск которых был в 1928 году налажен компанией Eastman Kodak. Линейный линзовый растр располагался с лицевой стороны подложки, на тыловую поверхность которой поливалась панхроматическая эмульсия. Съёмка велась через объектив, снабжённый светофильтром, состоящим из трёх участков: красного, зелёного и синего, параллельных растру. В результате, растр строил на эмульсии элементарные изображения выходного зрачка объектива, состоящие из участков основных цветов. При обычном рассматривании полученный на плёнке обращённый позитив выглядел чёрно-белым, а цветное изображение появлялось при наблюдении через прибор с такими же светофильтрами. Технология нашла применение, главным образом, в любительском кинематографе. Растровый способ цветоделения был позднее использован в 35-мм фотоплёнках одноступенного процесса Polachrome, выпущенных в 1983 году.

### Многослойные фотоматериалы
Использование пакета из трёх прозрачных фотопластинок с фотоэмульсиями различной спектральной чувствительности, экспонируемых одновременно в обычном фотоаппарате, было впервые предложено ещё в 1862 году Дю Ороном. Полученные таким образом цветоделённые негативы могли служить для последующих пигментной печати или аддитивной проекции. Проблема заключалась в том, что только две из этих эмульсий могли соприкасаться вплотную, а третья неизбежно отделялась толщиной одной из подложек. В этом случае одновременное получение резкого изображения одинакового масштаба на всех трёх негативах невозможно. Несмотря на этот недостаток, некоторые производители фотоматериалов выпускали так называемый «три-пак» (англ. Tri-pack), состоящий из тонкой фотоплёнки, зажатой между двумя фотопластинками с разной спектральной чувствительностью. В начале 1930-х годов американская компания Ansco выпускала рольфильм «три-пак», состоящий из трёх плёнок с очень тонкой основой. После съёмки комплект отсылался обратно на фабрику, где его проявляли и возвращали заказчику вместе с цветными отпечатками. Снимки были не слишком чёткими и с посредственной цветопередачей, но могли быть получены обычным фотоаппаратом, доступным даже фотолюбителям. Технология «бипак», состоящая только из двух прижатых друг к другу эмульсиями фотопластинок или плёнок, в цветной фотографии использовалась ограниченно, поскольку давала очень узкий цветовой охват. Некоторое время двухцветный процесс был основой первого Kodachrome 1913 года, но основной областью его применения стал ранний цветной кинематограф.
Как «бипак», так и «три-пак» не были по-настоящему цветными фотоматериалами, давая цветоделённые чёрно-белые негативы, требовавшие дальнейшей сложной обработки для получения цветного изображения. Проблему точного совмещения и окрашивания частичных изображений удалось решить созданием технологии полива трёх эмульсионных слоёв с различными характеристиками на общую подложку. Цветные многослойные фотоматериалы такого типа некоторое время назывались «монопак» или «интегральный три-пак» (англ. Integral film Tri-pack). Первым из них стал Kodachrome, выпущенный в 1935 году. Три эмульсионных слоя с разной спектральной сенсибилизаций наносились на общую подложку, а в процессе лабораторной обработки окрашивались в цвета, дополнительные к зонам своей чувствительности, синтезируя цветное изображение субтрактивным способом. Обработка заключалась в раздельном проявлении и окрашивании каждого слоя и была чрезвычайно трудоёмкой. Настоящая революция в цветной фотографии состоялась с появлением хромогенных фотоматериалов, основанных на патентах Рудольфа Фишера (нем. Rudolf Fischer), полученных в 1912 году. Первой обращаемой фотоплёнкой этого типа стала «Agfacolor Neu», выпущенная в Германии в 1936 году. Расположение слоёв этой плёнки было похоже на Kodachrome, но красители синтезировались из цветообразующих компонент, находящихся в эмульсиях, а не в проявителе. В 1939 году появилась негативная киноплёнка Agfacolor, после войны ставшая образцом для многочисленных цветных процессов, в том числе советского Sovcolor.
В 1941 году Kodak выпустил первую цветную фотобумагу, предназначенную для печати со слайдов Kodachrome. Её многослойная эмульсия была хромогенной, как и Agfa. Через год появился негативный Kodacolor и позитивная фотобумага для него. Технология получения цветных фотографий на многослойных материалах практически не отличается от чёрно-белой, а съёмка и фотопечать ведутся тем же оборудованием. Однако, высокая стоимость и трудности съёмки с искусственным освещением оставались барьером для распространения цвета в любительской фотографии до 1950-х годов. Популярность пришла только к слайдам Kodachrome, проявлявшимся лабораториями Kodak в счёт суммы, включенной в стоимость плёнки. Ситуация изменилась с появлением цветной версии Polacolor одноступенного фотопроцесса в 1962 году, а кардинальный прорыв произошёл спустя десятилетие благодаря разработке «интегральных» фотокомплектов Polaroid серии SX-70, не требующих никаких манипуляций после съёмки. Через год появилась долговечная альтернатива хромогенным фотобумагам, выпускавшаяся до 1992 года под названием Cibachrome и основанная на химическом обесцвечивании светостойких азокрасителей. Технология запатентована в 1933 году венгерским учёным Бела Гаспаром (венг. Bela Gaspar) и впервые реализована в позитивных киноплёнках типа «Гаспарколор».

## Аналоговая цветная фотография
Современная цветная галогеносеребряная фотография основана на использовании многослойных фотоматериалов с внутренним цветоделением и субтрактивным синтезом цвета. Цветное позитивное изображение может быть получено как с помощью негативно-позитивного процесса, допускающего тиражирование, так и с помощью обращаемого. В первом случае съёмка происходит на негативную фотоплёнку с тремя (в плёнках Fujifilm типа «Reala» — с четырьмя) зонально-чувствительными фотоэмульсионными слоями. Верхний слой несенсибилизирован и обладает естественной для всех фотоматериалов чувствительностью к сине-фиолетовому излучению. Под ним располагается жёлтый фильтровый слой из коллоидного серебра, обесцвечивающийся при лабораторной обработке. Он задерживает синее излучение, к которому также чувствительны расположенные под ним эмульсии. Средний ортохроматический слой дополнительно сенсибилизирован к зелёному излучению, а нижний панхроматический — к красному. Спектральная чувствительность соседних слоёв подбирается с частичным перекрытием, поэтому фотоматериал чувствителен ко всему видимому свету, допуская обработку только в полной темноте. При экспонировании верхний слой регистрирует синее частичное изображение, средний — зелёное, а нижний — красное. 
Лабораторная обработка современных негативных фотоплёнок проводится по форсированному высокотемпературному процессу C-41. Во время цветного проявления экспонированный галогенид серебра во всех трёх слоях восстанавливается до металлического состояния, а продукты окисления проявляющих веществ вступают в химическую реакцию с цветообразующими компонентами, добавленными в эмульсии в процессе их изготовления. В современных фотоматериалах используются так называемые «защищённые гидрофобные компоненты», заменившие менее технологичные гидрофильные в начале 1970-х годов. В разных зонально-чувствительных слоях содержатся неодинаковые компоненты, образующие разные красители. Компонента, находящаяся в верхнем синечувствительном слое, при реакции синтезирует краситель дополнительного жёлтого цвета. В среднем слое синтезируется пурпурный, а в нижнем — голубой красители. Их концентрация пропорциональна количеству восстановленного при проявлении серебра. По окончании проявления для получения цветного изображения, состоящего только из красителей, серебро отбеливается. В результате получается цветной негатив, оптические плотности которого пропорциональны яркости объектов съёмки, а цвета дополнительны к исходным. Например, голубое небо отображается коричневым цветом, а зелёная растительность — пурпурным. 
Для устранения ошибок цветоделения, возникающих из-за нежелательных оттенков доступных красителей, в современных негативных фотоматериалах применяется так называемое «внутреннее маски́рование», впервые использованное в плёнках Kodak Ektacolor в 1948 году. Оно заключается в применении окрашенных (маски́рующих) цветообразующих компонент вместо бесцветных. Цветообразующая компонента зелёночувствительного слоя окрашивается в жёлтый цвет, поскольку формируемый ей пурпурный краситель обладает нежелательным синим оттенком. Голубая цветообразующая компонента окрашивается в оранжевый или розовый цвета, компенсируя паразитный зелёный оттенок красителя. При проявлении цветообразующие компоненты расходуются пропорционально количеству синтезированных красителей. Неизрасходованные в процессе цветного проявления жёлтая и оранжевая окрашенные компоненты остаются в эмульсии, образуя «маску» — малоконтрастные позитивные частичные изображения, обратные пурпурному и голубому негативным. Складываясь с основным изображением, маска нейтрализует нежелательное поглощение красителей. Проявленная негативная плёнка с маскированием имеет жёлто-оранжевую окраску неэкспонированных участков, которая компенсируется при печати корректирующим светофильтром. 
Полученный негатив используется для печати цветного позитива на многослойной фотобумаге. Строение современных фотобумаг, предназначенных для печати с маскированных негативов, отличается от плёнки: два верхних слоя, изготовленных из нечувствительного к синему свету хлористого серебра, сенсибилизированы для красных (верхний) и зелёных лучей. Нижний бромосеребряный несенсибилизированный слой чувствителен к синему свету. Спектральная чувствительность этих слоёв имеет более узкие диапазоны, чем у фотоплёнки. Одним из следствий этого является участок зелёной области с длиной волны 590 нанометров, где ни один из слоёв бумаги не обладает чувствительностью. В результате, обработка цветных фотобумаг возможна при неярком неактиничном излучении зелёного цвета.
При фотопечати эмульсионный слой негатива, окрашенный жёлтым красителем, вычитает часть синего излучения, экспонирующего синечувствительный слой фотобумаги. Поэтому количество жёлтого красителя, синтезируемого в этом слое при цветном проявлении, обратно пропорционально плотности жёлтого красителя негатива. Чем плотнее частичное жёлтое изображение негатива, тем меньше жёлтого красителя образуется в этом месте позитива, усиливая его синий оттенок. Таким образом, синие участки объекта съёмки, отобразившиеся в негативе жёлтым цветом, в позитиве получаются синими. Такая же зависимость справедлива для пурпурного и голубого красителей, вычитающих часть зелёного и красного излучения из белого света, освещающего негатив. Современные цветные фотобумаги обрабатываются по высокотемпературным процессам RA-4, RA-100 и R-3. После цветного проявления фотобумаги и отбеливания восстановленного при этом серебра, на ней получается позитивное изображение, цвета которого совпадают с цветами объекта съёмки. 
При использовании обращаемых фотоматериалов с многослойным строением в процессе первого проявления краситель не синтезируется, поскольку чёрно-белый проявитель не содержит нужных катализаторов. На этой стадии обработки проявляются только цветоделённые чёрно-белые изображения, состоящие из серебра. Синтез красителей начинается при втором проявлении после засветки оставшегося неэкспонированным при съёмке галогенида. Его восстановление сопровождается пропорциональным синтезом соответствующих красителей, образующихся в местах эмульсии, получивших наименьшее количество света в момент съёмки. В результате в неэкспонированных местах синечувствительного слоя образуется максимальная концентрация жёлтого красителя, вычитающего из проходящего через полученный диапозитив белого света значительную часть синего. Соответственно, в местах, получивших максимальную экспозицию синим излучением, жёлтый краситель практически отсутствует, пропуская почти весь синий свет. Сильно экспонированные участки зелёночувствительного слоя также синтезируют минимум пурпурного красителя, пропуская почти весь зелёный свет. Та же зависимость справедлива и для красночувствительного слоя. После цветного проявления всё металлическое серебро отбеливается, оставляя позитивное изображение, состоящее из одних красителей. Поскольку внутреннее маскирование, дающее фоновую окраску, для обращаемых плёнок неприменимо, коррекция нежелательного поглощения красителей осуществляется в процессе цветного проявления взаимодействием соседних слоёв с помощью DIR-соединений. Цветные обращаемые фотоплёнки, выпуск которых продолжается в настоящее время (2020 год) обрабатываются по унифицированному процессу E-6.
Все зонально-чувствительные эмульсионные слои современных многослойных фотоплёнок состоят из двух или трёх полуслоёв с одинаковой спектральной сенсибилизацией, но различной общей светочувствительностью. Такое строение используется для увеличения фотографической широты без снижения разрешающей способности. Яркие участки изображения регистрируются низкочувствительным полуслоем с небольшой зернистостью, в то время, как тени отображаются эмульсией с более высокой светочувствительностью. Большое количество слоёв современных фотоплёнок, приводящее к увеличению светорассеяния, компенсируется их небольшой толщиной и высокой прозрачностью. Общая толщина вместе с промежуточными и защитными слоями не превышает 25 микрон. Это позволяет довести светочувствительность лучших негативных плёнок до значения ISO 3200 при небольшой зернистости.

## Цифровая цветная фотография
В цифровой фотографии, в отличие от аналоговой, наиболее широкое распространение получил растровый способ цветоделения при помощи решётки Байера. Массив цветных фильтров, расположенный над фотоматрицей, пропускает к её элементарным фотодиодам свет только одного из трёх основных цветов. Многослойные матрицы типа «Foveon», разработанные одноимённой компанией, не получили широкого распространения из-за ограничений светочувствительности. Цветоделение призменной системой, использовавшееся непродолжительное время в некоторых цифровых фотоаппаратах (например, «Minolta RD-175»), в фотографии распространения не получило из-за относительной сложности и невозможности использования стандартных объективов.
Аналоговые электрические сигналы, полученные с ячеек матрицы, преобразуются с помощью АЦП в цифровые файлы RAW, содержащие неинтерпретированную информацию о цвете. Для её визуализации и удобства дальнейшей обработки эти файлы конвертируются в общепринятые, соответствующие стандартам TIFF или, чаще, JPEG, которые сохраняются на флеш-памяти камеры. Современные цифровые фотоаппараты содержат встроенный конвертер RAW, но при необходимости исходная информация может быть также сохранена в неизменном виде с возможностью последующей конвертации с изменёнными параметрами. Данные о цвете сохраняются в файлах JPEG в цветовом пространстве RGB, удобном для аддитивных способов воспроизведения на мониторах и в видеопроекторах. Для предпечатной подготовки и экспорта в фотопринтеры используется цветовое пространство CMYK, соответствующее субтрактивному синтезу красителями.
Кроме полностью цифровой существует гибридная технология цветной фотографии. В этом случае съёмка ведётся обычным фотоаппаратом на цветную многослойную фотоплёнку, изображение с которой переводится в цифровую форму при помощи фильм-сканера. Вместо прямоугольной матрицы с фильтром Байера в большинстве фильм-сканеров используется ПЗС-линейка, мимо которой перемещается цветной негатив. Для цветного сканирования такая линейка содержит три ряда фотодиодов, расположенных за светофильтрами основных цветов. После прохода всей длины негатива в кадровой памяти сканера генерируется цветной файл, содержащий информацию о трёх цветоделённых изображениях, полученных каждой из линеек. Гибридная технология получила широкое распространение в 1990-х годах, когда цифровые фотоаппараты из-за высокой цены были недоступны большинству фотографов. Обработка полученных таким способом файлов графическими редакторами даёт значительно более широкие возможности цветокоррекции, недоступные при прямой оптической печати.
Цветные фотографии, полученные цифровым способом, пригодны для печати на бумаге фотопринтерами, использования в полиграфии и размещения в сети интернет в электронном виде. В отличие от аналоговой цветной фотографии, невозможной без твёрдой копии, подавляющая часть современных цифровых фотографий существует только в электронном виде. Вывод изображения на твёрдых носителях осуществляется цифровыми принтерами, использующими струйный или лазерный принципы. При этом, печать может вестись не только на обычную бумагу, но и на многослойную хромогенную фотобумагу с проявлением (в иностранных источниках упоминается как печать C-типа, англ. C-type printing). В этом случае полученный снимок ничем не отличается от напечатанного оптическим способом в аналоговой фотографии.

## Долговечность
По сравнению с чёрно-белыми фотографиями, получаемыми традиционным желатиносеребряным способом, долговечность большинства цветных значительно ниже. Это объясняется склонностью красителей к выцветанию под действием света и разложению из-за присутствующих в атмосфере газов. Качественно обработанный и тщательно промытый чёрно-белый фотоотпечаток, изображение которого состоит из металлического серебра, может храниться в течение столетия и дольше, тогда как цветные отпечатки, особенно полученные хромогенным способом, способны выцветать за несколько лет, а на свету — за несколько месяцев. Более высокой долговечностью обладают цветные отпечатки на прямопозитивной фотобумаге Ilfochrome — это объясняется использованием более стойких красителей, добавляемых в эмульсии уже при производстве, а после экспонирования обесцвечивающихся. Однако, при длительном хранении на свету и в выставочных галереях такие снимки также выцветают. То же относится к гидротипным отпечаткам. 
Самой большой долговечностью отличаются фотографии, созданные при помощи пигментной фотопечати. Они сохраняются дольше всех, благодаря использованию вместо выцветающих красителей стойких пигментов, не подверженных химическому или световому воздействию. Срок, в течение которого пигментные снимки сохраняют насыщенность цветов, может быть сопоставим с масляной живописью, краски для которой также изготавливаются на основе пигментов. Долговечность снимков, выполненных современными цифровыми принтерами, может колебаться в таких же пределах, в зависимости от использованного способа окрашивания. Струйные принтеры на основе пигментных красок по утверждению разработчиков печатают снимки с долговечностью более 100 лет, однако практического подтверждения эти сроки пока не получили из-за слишком короткого времени эксплуатации технологий. Отпечатки, выполненные цифровым способом на многослойной фотобумаге с проявлением, обладают такой же долговечностью, как и любые другие хромогенные, в том числе отпечатанные оптическим способом. Фотобумаги последнего поколения, разработанные компанией Fujifilm в 1980-х годах, несмотря на хромогенный способ синтеза красителей, обладают высокой долговечностью, достигающей 50 лет. Однако, методы ускоренного старения, применявшиеся разработчиками для их тестирования, могут быть достоверно подтверждены только по истечении заявленного срока их сохранности.